# Rosa Valetti
Rosa Valetti (17 de marzo de 1878 – 10 de diciembre de 1937) fue una cantante y artista de cabaret, además de actriz teatral y cinematográfica de nacionalidad alemana, activa principalmente en la época del cine mudo.

## Biografía
Su verdadero nombre era Rosa Vallentin, y nació en Berlín de ascencencia judía], Alemania. Su padre era el industrial Felix Vallentin, y su hermano el actor Hermann Vallentin. Ella hizo sus primeros papeles en teatros de los suburbios de Berlín. Inspirada por la Revolución de Noviembre y por su encuentro con el periodista y satírico de la política Kurt Tucholsky, Valetti empezó a actuar en cabarets. En 1920 ella fundó el Café Grössenwahn, reconocido como uno de los más importantes cabarets literarios y políticos del Berlín de los años 1920. Café Grössenwahn fue frecuentado por escritores expresionistas, y el programa de números cómicos y canciones políticas reflejaba la creencia de Valetti sobre utilizar el cabaret como u instrumento de crítica política y social.
La inflación de 1919 a 1923 y el posterior colapso de la economía alemana forzaron a Valetti a cerrar el Café Grössenwahn. Después dirigió durante un tiempo el cabaret Rakete, fundando otro café, el Rampe, el cual alojaba los trabajos del poeta y cantante comunista Erich Weinert. Valetti fue una de las que fundó el cabaret flotante Larifari a finales de los años 1920.
En 1928 hizo el papel de la Sra. Peachum en el reparto original de la obra de Bertolt Brecht La ópera de los tres centavos, la cual fue escenificada bajo la dirección de Erich Engel en el Theater am Schiffbauerdamm de Berlín.
Rosa Valetti actuó en el cine a partir de 1911. Su edad y su porte robusto le aseguraron interpretar principalmente personajes maternales, como hizo en el film de 1925 Die Prinzessin und der Geiger. En la película de Josef von Sternberg El ángel azul (1930), ella interpretaba a la esposa del mago Kiepert (Kurt Gerron). Valetti también actuó brevemente en la cinta clásica de Fritz Lang M (1931), en el papel de la propietaria de un café.
En 1933 Valetti se exilió, actuando primero en Viena y Praga, y después en Palestina en 1936. Estuvo casada con el actor Ludwig Roth y tuvo una hija con él, la también actriz Lisl Valetti.
Rosa Valetti falleció en Viena, Austria, en 1937. Sus restos se encuentran en el Crematorio Feuerhalle Simmering de Viena.

## Filmografía
| - Madame Potiphar, de Viggo Larsen (1911) - Die Ballhaus-Anna, de Walter Schmidthässler (1911) - Wollen Sie meine Tochter heiraten?, de Danny Kaden (1914) - Kleine weiße Sklaven, de Oskar Ludwig Brandt (1914) - Das Laster, de Richard Oswald (1915) - Spiel im Spiel, de Emmerich Hanus (1916) - Rosa kann alles, de William Wauer (1916) - Die Gräfin Heyers, de William Wauer (1916) - Nicht lange täuschte mich das Glück, de Kurt Matull (1917) - Die toten Augen, de Kurt Matull (1917) - Wanderratten - Die lachende Maske, de Willy Zeyn (1918) - Othello, de Max Mack (1918) - Seelenverkäufer - Die Geächteten - Die rote Katze, de Erich Schönfelder (1920) - Der gelbe Tod, 2ª parte - Der fliegende Tod, de Alfred Tostary (1920) - Verlorene Töchter, 3ª parte: Die Menschen nennen es Liebe, de William Kahn (1920) - Der gelbe Tod, 1ª parte, de Carl Wilhelm (1920) - Die Tänzerin Barberina, de Carl Boese (1920) - Das Mädchen aus der Ackerstraße, 1ª parte, de Reinhold Schünzel (1920) - Kurfürstendamm, de Richard Oswald (1920) - Moral, de Eugen Illés (1920) - Anständige Frauen, de Carl Wilhelm (1920) - Weltbrand, de Urban Gad (1920) - Die Schuld der Lavinia Morland, de Joe May (1920) - Steuermann Holk, de Rochus Gliese y Ludwig Wolff (1920) - Die entfesselte Menschheit - Die im Schatten gehen, de Heinz Schall (1921) - Der Dummkopf, de Lupu Pick (1921) - Das Haus zum Mond, de Karl Heinz Martin (1921) - Hannerl und ihre Liebhaber, de Felix Basch (1921) - Die drei Tanten - Das Mädchen aus der Ackerstraße, 3ª parte, de Martin Hartwig (1921) - Das Gewissen der Welt, 1ª parte: Schattenpflanzen der Großstadt, de Martin Hartwig (1921) - Madeleine, de Siegfried Philippi (1921) - Der ewige Fluch, de Fritz Wendhausen (1921) - Gespenster, de Carl Heinz Boese (1922) - Der Graf von Essex, de Peter Paul Felner (1922) - Der Strom | - Die Schneiderkomteß - Zwischen Morgen und Morgen, de Friedrich von Maydell (1924) - Steuerlos - Das goldene Kalb - Heiratsschwindler, de Carl Boese (1925) - Die Blumenfrau vom Potsdamer Platz, de Jaap Speyer (1925) - Die Feuertänzerin, de Robert Dinesen (1925) - Die Prinzessin und der Geiger, de Graham Cutts (1925) - O alte Burschenherrlichkeit, de Helene Lackner, Eugen Rex y Heinz Schall (1925) - Die Frau ohne Geld, de Fritz Kaufmann (1925) - Die Moral der Gasse - Tartufo, de Friedrich Wilhelm Murnau (1925) - Die da unten - Das Gasthaus zur Ehe - Fünf-Uhr-Tee in der Ackerstraße - Der Hauptmann von Köpenick, de Siegfried Dessauer (1926) - Schatz, mach' Kasse - Die Waise von Lowood - Wie heirate ich meinen Chef? - Üb' immer Treu' und Redlichkeit - Dr. Bessels Verwandlung - La storia di una piccola parigina - Herkules Maier - Spione, de Fritz Lang (1928) - Gaunerliebchen - Das brennende Herz - Asfalto, de Joe May (1929) - Der Held aller Mädchensträume - El ángel azul, de Josef von Sternberg (1930) - Täter gesucht, de Carl Heinz Wolff (1931) - M, de Fritz Lang (1931) - Das Geheimnis der roten Katze, de Erich Schönfelder (1931) - Das Ekel - Der Raub der Mona Lisa, de Géza von Bolváry (1931) - Die Abenteurerin von Tunis, de Willi Wolff (1931) - Ausflug ins Leben, de Rudolph Bernauer (1931) - Ehe mit beschränkter Haftung - Zwei Herzen und ein Schlag, de Wilhelm Thiele (1932) - Skandal in der Parkstraße - Die Tänzerin von Sans Souci, de Frederic Zelnik (1932) - Die unsichtbare Front - Moral und Liebe - Liliom, de Fritz Lang (1934) |